# C9orf62
C9orf62 (англ. Chromosome 9 open reading frame 62) – білок, який кодується однойменним геном, розташованим у людей на 9-й хромосомі. Довжина поліпептидного ланцюга білка становить 152 амінокислот, а молекулярна маса — 16 682.
| 10         |  | 20         |  | 30         |  | 40         |  | 50         |
| ---------- |  | ---------- |  | ---------- |  | ---------- |  | ---------- |
| MGLSPGQTSV |  | SFLWPLLEVR |  | DHNTGRGLVP |  | ATVLTPGSPE |  | TLLELRQAFL |
| GSRQARHGHD |  | AAPSSGQQGC |  | SVDRTAGRPV |  | LGWRLRNSLT |  | GQEGRQHLHL |
| SGIRTSRKAK |  | EYKPVFFGAT |  | EISVLMAVAE |  | SLREPPPPQW |  | GWFLSSLFLK |
| IF         |  |            |  |            |  |            |  |            |

A: Аланін

C: Цистеїн

D: Аспарагінова кислота

E: Глутамінова кислота

F: Фенілаланін

G: Гліцин

H: Гістидин

I: Ізолейцин

K: Лізин

L: Лейцин

M: Метіонін

N: Аспарагін

P: Пролін

Q: Глутамін

R: Аргінін

S: Серин

T: Треонін

V: Валін

W: Триптофан